# Art fatimide

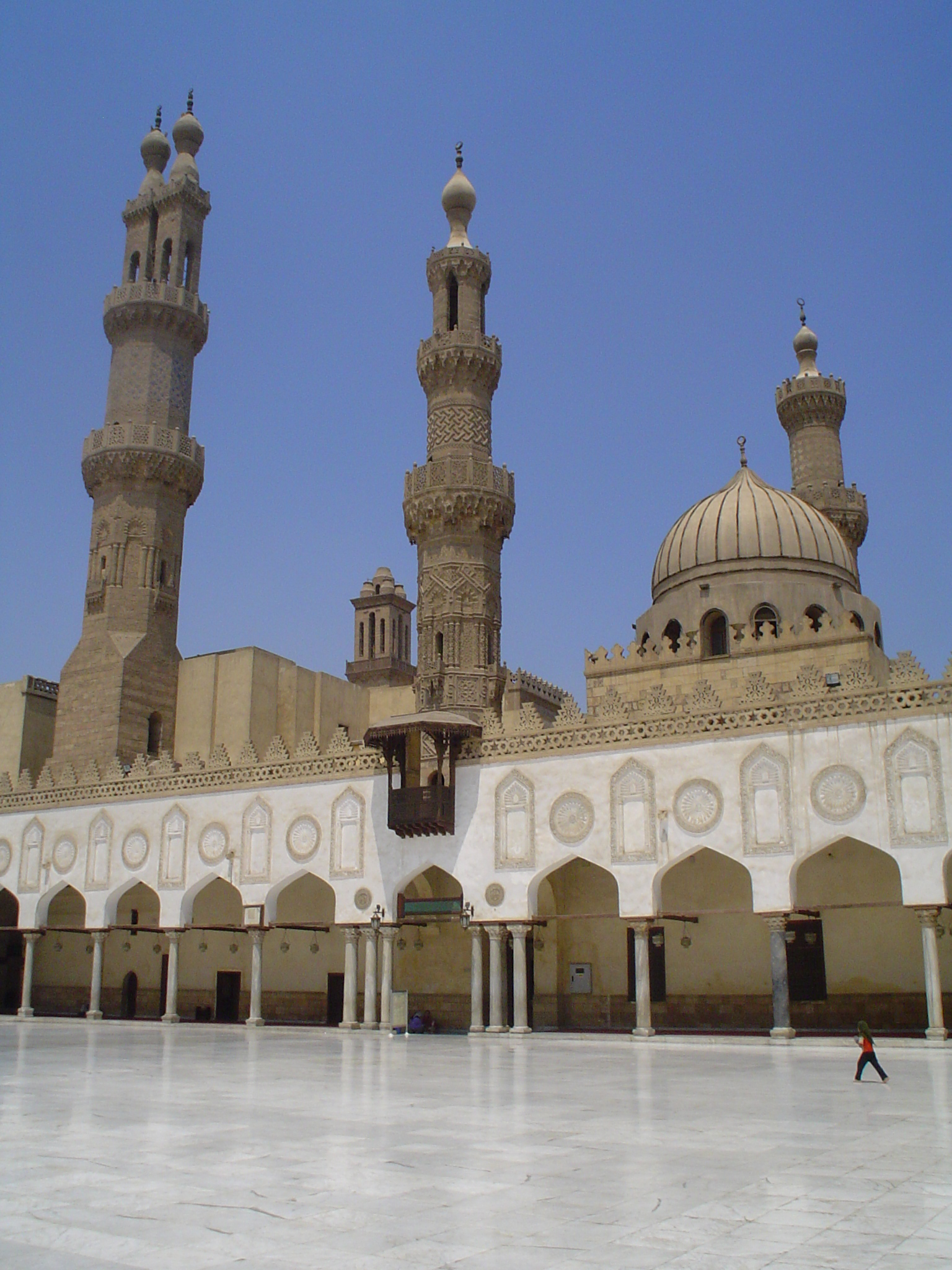
Patio de la mosquée al-Azhar, les minarets sont postérieurs aux Fatimides.

L’art fatimide est la production artistique ayant lieu sous la dynastie des Fatimides, régnant en Ifriqiya puis en Égypte entre 909 et 1171. Régnant au Caire à partir de 969, la dynastie fatimide est l'une des rares dynasties chiites du monde islamique et la seule dont les membres portent le titre de calife. Opposée aux 'abbasides, qui règnent en Irak, elle donne lieu à une importante production artistique, favorisée par l'émulation entre les deux dynasties.

## Architecture et urbanisme

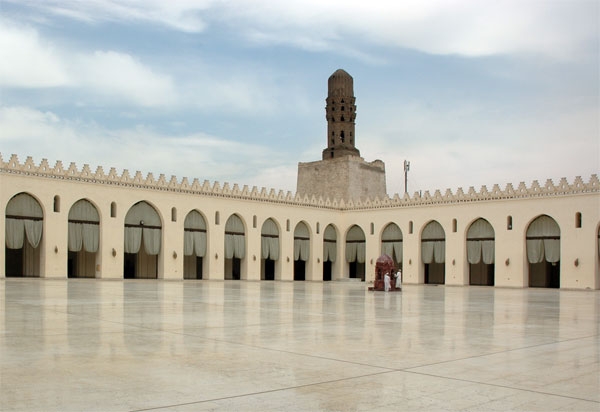
Mosquée d'al-Hakim bi-Amr Allah, Le Caire.

La grande œuvre urbanistique consista évidemment en la fondation de la ville du Caire (al-Qahira en arabe, soit « La Victorieuse »), à partir de 969. De cette époque datent les mosquées d'al-Azhar et d'al-Hakim bi-Amr Allah.
Les mosquées fatimides utilisent toujours un plan arabe, avec des nefs parallèles à la qibla dans la salle de prière, une travée magnifiée (celle menant au mihrab) et un portique plus ou moins développé. Ce qui frappe dans ces édifices, c'est sans doute leur aspect extérieur massif et fortifié, avec très peu d'ouvertures et des créneaux. Les minarets aussi, quand ils n'ont pas été remplacés sous les Mamelouks, semblent puissants, avec une base carrée très haute : c'est le cas par exemple à la mosquée al-Hakim, au Caire. Le décor reste sobre, utilisant notamment des arcades aveugles, des médaillons décoratifs, des frises d'inscriptions. Beaucoup d'éléments sont côtelés. Le travail de stuc est extrêmement important, notamment dans les mihrabs comme ceux du mausolée de Sayyida Ruqayya (1133).

## Objets
Au point de vue des objets, on peut citer plusieurs productions importantes : le bois sculpté, la céramique lustrée, le cristal de roche et le verre taillés, ainsi que le textile. L'art du métal existe, bien évidemment, mais il est un peu moins développé qu'à d'autres périodes. Par contre, la période fatimide marque un âge d'or de la joaillerie et de l'orfèvrerie.

### Bois

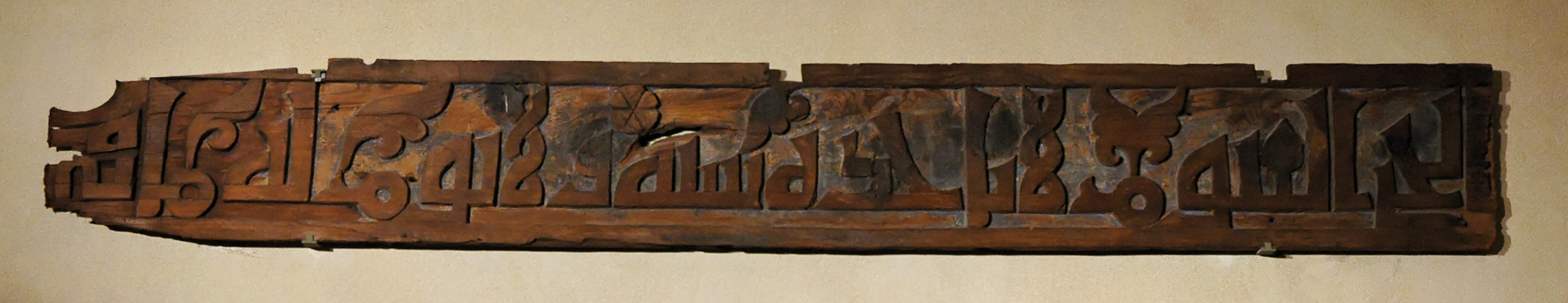
Frise épigraphique en bois portant une inscription en koufique fleuronné, fin du Xe siècle.

La sculpture sur bois, est particulièrement bien connue grâce au chaud climat égyptien, qui a permis la conservation de nombreuses œuvres. On connaît surtout des frises, souvent fragmentaires, avec une iconographie variée : animaux, personnages dans diverses postures et occupations. La taille est droite, plus ou moins profondes, et les motifs principaux sont toujours accompagnés de motifs végétaux décoratifs. La marqueterie est également employée, et il existe quelques exemples de bois finement incrusté d'ivoire.

### Céramique
La céramique lustrée sur pâte argileuse, puis siliceuse est extrêmement présente dans le monde fatimide. On pense qu'elle était plutôt produite en Syrie, mais il se pourrait aussi qu'un centre de potiers ait existé au Caire. Le lustre fatimide a la particularité d'être de couleur jaune doré, brillant, et se décompose selon deux périodes. Dans un premier temps, le décor se veut figuratif, s'illustrant par des personnages ou des animaux. Dans un second temps, l'abstraction prédomine et les formes se simplifient. Les spécialistes distinguent de nombreux groupes différents.

### Pierre dure

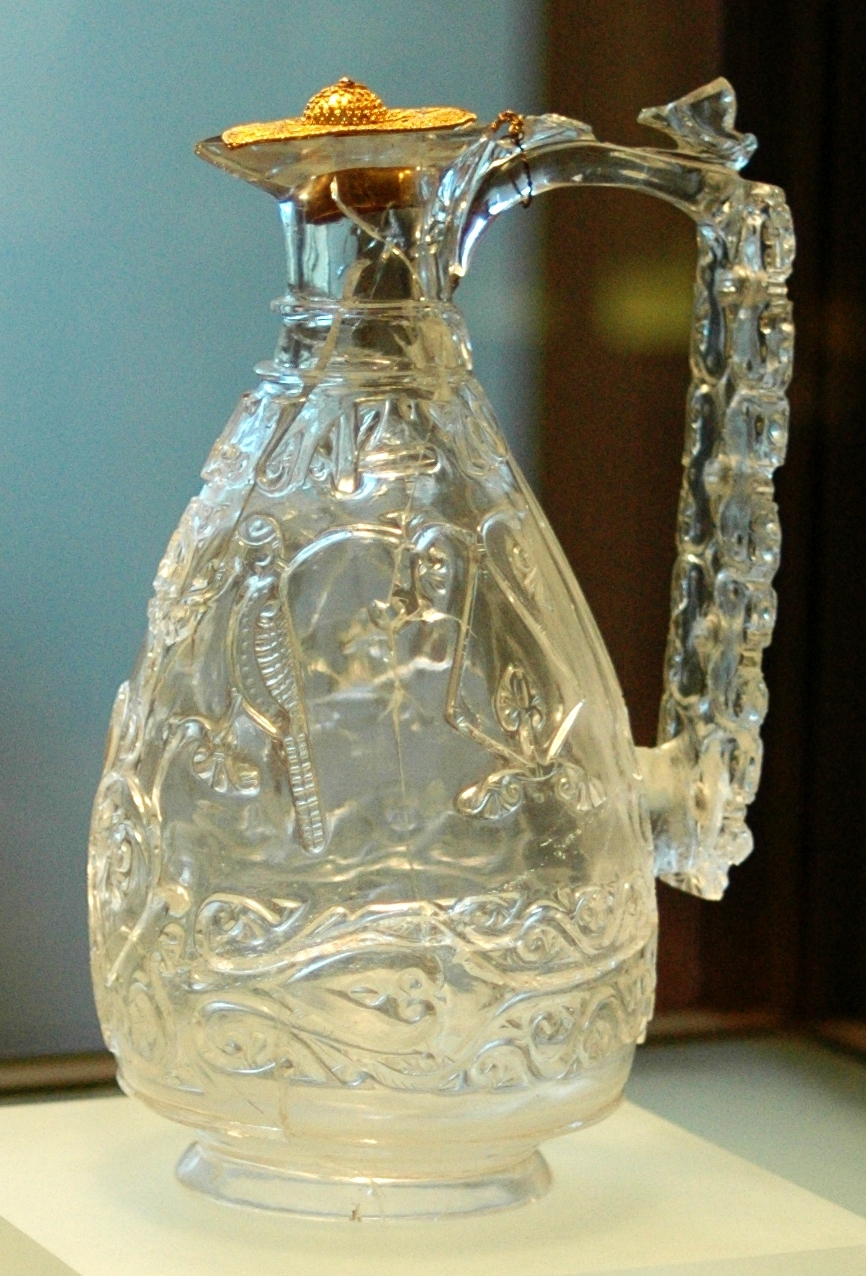
Aiguière aux oiseaux, cristal de roche, fin du Xe ou début du XIe siècle, provenance : trésor de l'abbaye de Saint-Denis, musée du Louvre.

Le cristal de roche est une pierre particulièrement délicate à travailler. Les artisans procèdent uniquement par abrasion, c’est-à-dire par usure avec du sable. C'est dire le nombre d'heures qu'auront demandé des pièces comme la série d'aiguières du Xe siècle, dont le plus beau spécimen se trouve dans le trésor de la basilique Saint-Marc de Venise. Un autre exemplaire, l'aiguière aux oiseaux, se trouve au musée du Louvre. Il existe également des objets plus petits et plus compacts, qui servent de flacons à parfum par exemple, et ont souvent été réutilisés en occidents comme reliquaires. Ils peuvent prendre des formes géométriques décorées de motifs végétaux, mais on connaît aussi un certain nombre de petits animaux, notamment des lions.

### Verre
Le verre aussi est très utilisé ; il est souvent taillé, ce qui constitue toujours un exploit, pour une matière aussi fragile. L'un des objets les plus importants est un bol en verre opaque turquoise taillé conservé au trésor de Saint-Marc de Venise. Détail amusant : il porte la mention Khorassan, du nom d'une province de l'est de l'Iran, bien que les scientifiques aient pu déterminer de manière certaine qu'il avait été fait en Égypte. En effet, l'est de l'Iran est la région d'où est originaire la technique du verre taillé et d'où provenaient les turquoises, si précieuses. Cette fausse inscription donnait en quelque sorte une plus grande valeur à l'objet en faisant croire à l'utilisation de la turquoise.
Mais les verres taillés ne sont pas le seul type d'œuvres conservés en cette matière. L'Égypte fatimide en effet est également une productrice importante de verre lustré, technique qui disparaîtra quasiment avec la fin de la dynastie chiite.

### Ivoire
L'Ivoire à de tout temps été un matériel de prestige convoité. Issu de dents ou de défenses d'animaux, l'ivoire est un signe de richesse. Les caractéristiques de son travail par les ivoiriers est d'abord présent dans les thèmes représentés. On a des représentations d'animaux comme sur les autres artisanats mais on a surtout des scènes de la vie des princes. En effet, sur plusieurs œuvres, on retrouve des scènes de chasses, des hommes en tunique et en tenues traditionnelles... L'ivoire est donc le moyen le plus important qu'ont les élites Fatimides pour montrer leur puissance.

### Textile

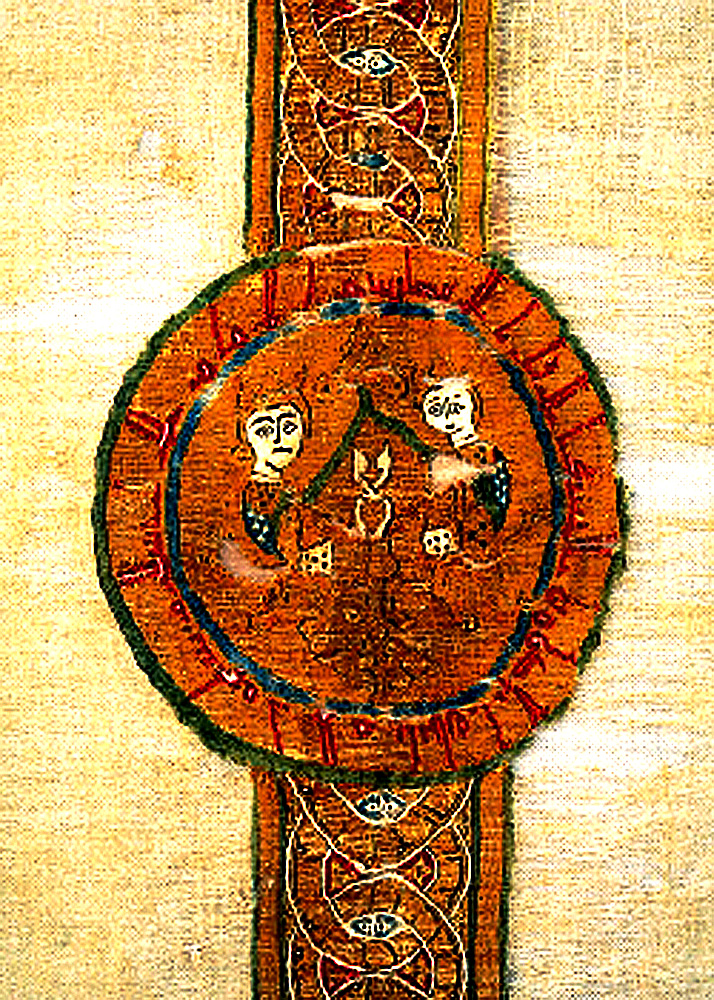
Voile de Sainte-Anne à Apt
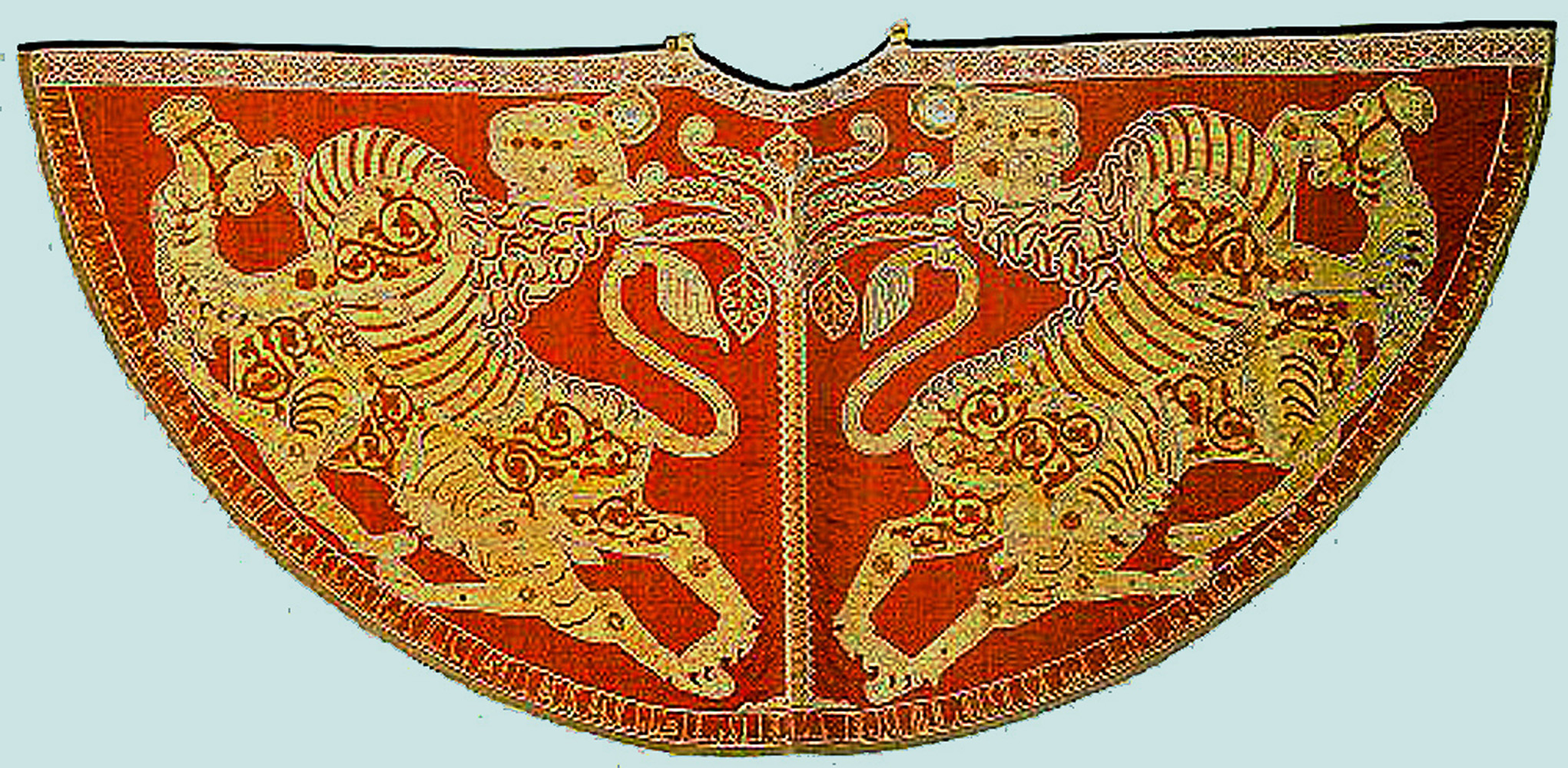
Manteau de couronnement de Roger II de Sicile
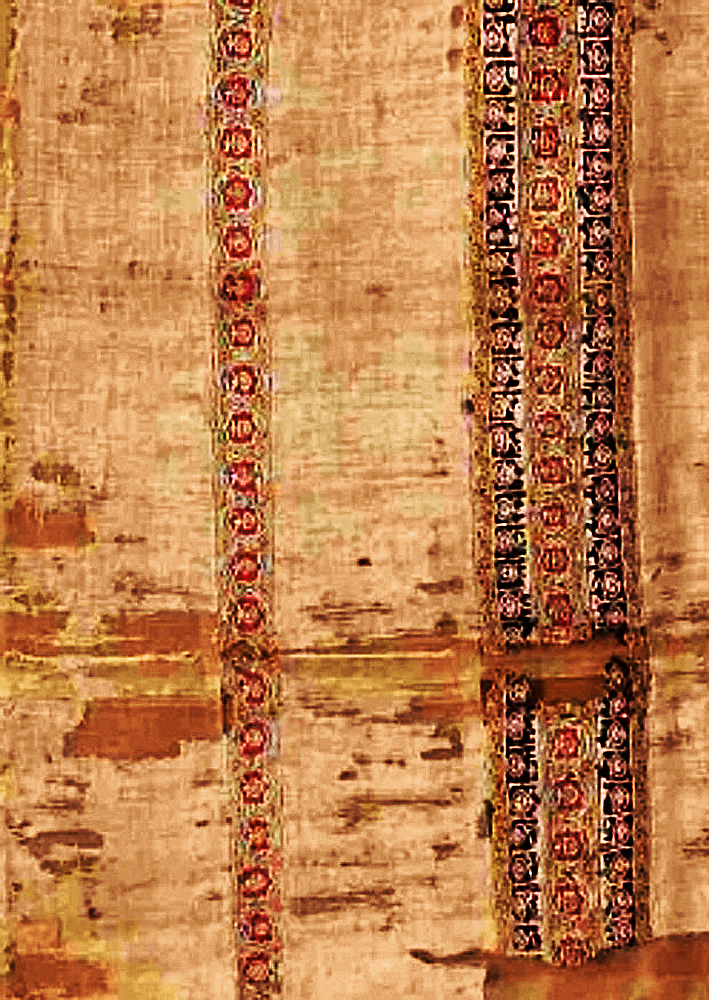
Suaire de Cadouin